# Papieska elekcja 1268–1271

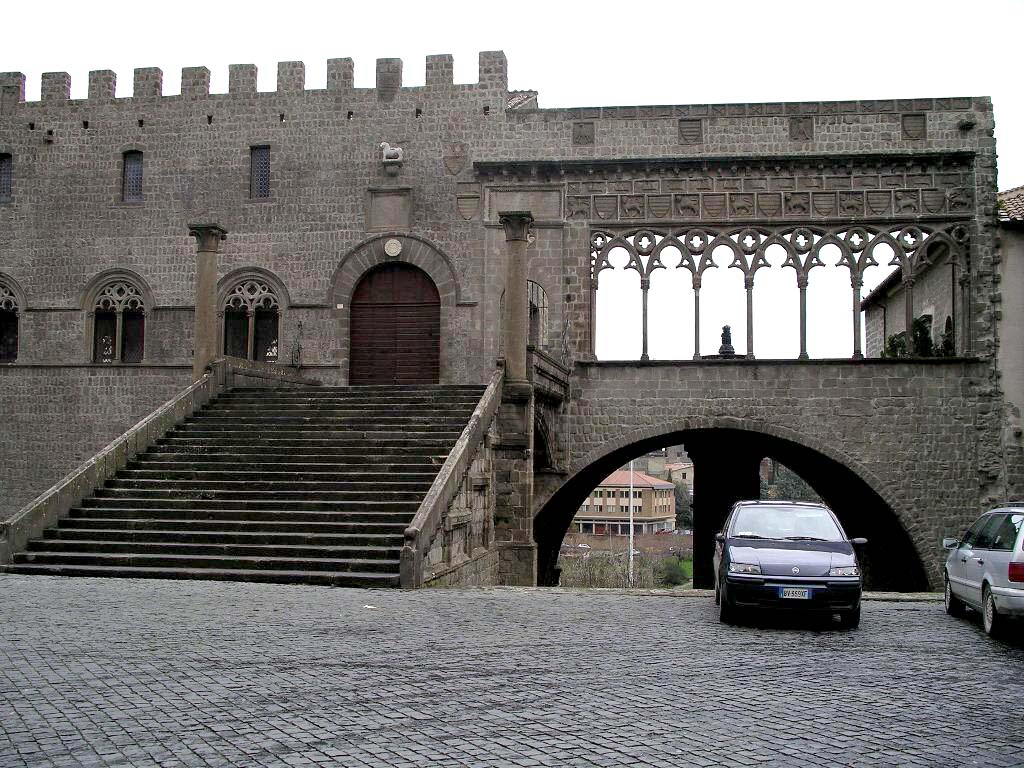
Pałac w Viterbo

Papieska elekcja 29 listopada 1268 – 1 września 1271 – najdłuższa papieska elekcja w historii, zakończona wyborem Grzegorza X na następcę Klemensa IV.

## Śmierć Klemensa IV
Klemens IV zmarł 28 listopada 1268 roku w Viterbo. W ciągu swojego krótkiego pontyfikatu oddał koronę królestwa Sycylii Karolowi I Andegaweńskiemu, młodszemu bratu króla Francji Ludwika IX, i z jego pomocą doprowadził do końca konflikt z Hohenstaufami. Konradyn, ostatni przedstawiciel tej dynastii, po przegranej bitwie pod Tagliacozzo dostał się do niewoli i na rozkaz Karola I został ścięty na miesiąc przed śmiercią papieża. Święte Cesarstwo Rzymskie, które w ciągu poprzednich dwustu lat stanowiło permanentne zagrożenie dla niezależności Kościoła, de facto przestało istnieć. Upadek Hohenstaufów oznaczał jednak istotne naruszenie równowagi sił we Włoszech. Karol I został niekwestionowanym władcą Półwyspu Apenińskiego i z obrońcy i wybawcy Kościoła stawał się jego coraz bardziej kłopotliwym i potencjalnie niebezpiecznym opiekunem.

## Lista uczestników
W chwili śmierci Klemensa IV było 20 kardynałów w Świętym Kolegium, jednak tylko 19 brało udział w elekcji, gdyż kardynał Raoul Grosparmi działał jako legat przy VII krucjacie i zmarł pod murami Tunisu 11 sierpnia 1270 roku. Spośród 19 kardynałów uczestniczących w elekcji dwóch zmarło w trakcie sediswakancji, wobec czego jedynie siedemnastu żyło w chwili wyboru nowego papieża. Członkowie komisji, która ostatecznie dokonała wyboru, są pogrubieni:
- Odon de Châteauroux (nominacja kardynalska: 28 maja 1244) – kardynał biskup Tusculum; prymas Świętego Kolegium Kardynałów
  - †István Báncsa (23 grudnia 1251) – kardynał biskup Palestriny; komendatariusz kościoła prezbiterialnego S. Marcello (zmarł 9 lipca 1270 roku w Viterbo)
- Jan z Toledo OCist (28 maja 1244) – kardynał biskup Porto e Santa Rufina
- Enrico Segusio (31 maja 1262) – kardynał biskup Ostia e Velletri; penitencjariusz większy
- Simone Paltineri (24 grudnia 1261) – kardynał prezbiter Ss. Silvestro e Martino; protoprezbiter Świętego Kolegium Kardynałów
- Simon de Brion (24 grudnia 1261) – kardynał prezbiter S. Cecilia
- Ancher Pantaleon (31 maja 1262) – kardynał prezbiter S. Prassede
- Guillaume de Bray (31 maja 1262) – kardynał prezbiter S. Marco
- Guy de Bourgogne OCist (31 maja 1262) – kardynał prezbiter S. Lorenzo in Lucina
- Annibale Annibaldi OP (31 maja 1262) – kardynał prezbiter Ss. XII Apostoli
- Riccardo Annibaldi (29 maja 1238) – kardynał diakon S. Angelo in Pescheria; protodiakon Świętego Kolegium Kardynałów; archiprezbiter bazyliki watykańskiej
- Ottaviano Ubaldini (28 maja 1244) – kardynał diakon S. Maria in Via Lata
- Giovanni Gaetano Orsini (28 maja 1244) – kardynał diakon S. Nicola in Carcere Tulliano; komendatariusz kościołów prezbiterialnych S. Crisogono i S. Lorenzo in Damaso; inkwizytor generalny Świętego Oficjum Inkwizycji
- Ottobono Fieschi (23 grudnia 1251) – kardynał diakon S. Adriano; archiprezbiter bazyliki liberiańskiej
- Giacomo Savelli (24 grudnia 1261) – kardynał diakon S. Maria in Cosmedin; komendatariusz kościoła prezbiterialnego S. Anastasia
- Goffredo da Alatri (24 grudnia 1261) – kardynał diakon S. Giorgio in Velabro
- Uberto Coconati (24 grudnia 1261) – kardynał diakon S. Eustachio
- Matteo Orsini Rosso (31 maja 1262) – kardynał diakon S. Maria in Portico
  - †Giordano Pironti (31 maja 1262) – kardynał diakon Ss. Cosma e Damiano (zmarł 9 października 1269 w Viterbo)

Dwunastu elektorów mianował Urban IV, sześciu Innocenty IV, a jednego Grzegorz IX.

### Nieobecny
- - †Raoul Grosparmi (24 grudnia 1261) – kardynał biskup Albano; legat papieski przy wojskach VII krucjaty (zmarł 11 sierpnia 1270 w Tunezji)

## Podziały wśród kardynałów
Wśród kardynałów nie było zgody co do tego, jaką postawę przyjąć w zaistniałej sytuacji politycznej. Według współczesnych "Roczników z Piacenzy" ( Annales Piacentines), kardynałowie podzielili się na dwie frakcje: andegaweńską (pars Caroli), opowiadającą się za kontynuacją sojuszu z Karolem I i składającą się rzekomo z 6-7 członków, oraz procesarską (pars Imperii) liczącą podobno około dziesięciu kardynałów, dążąca do odbudowy Cesarstwa celem zrównoważenia dominacji Andegawenów. "Andegaweńczycy" mieli dążyć do wyboru kardynała z rodu Orsini, natomiast liderami drugiej frakcji mieli być Ubaldini i Riccardo Annibaldi. Ocena precyzji przekazów dotyczących podziałów wśród elektorów jest trudna. Stosunek do Andegawenów wyznaczał główną, ale nie jedyną linię podziału. Dodatkowo dochodziły pomniejsze kwestie, takie jak upadek Cesarstwa Łacińskiego, rozmaite problemy lokalne we Włoszech (zwłaszcza spory wśród rzymskiej arystokracji), a także wewnętrzne problemy Kościoła, w którym coraz częściej domagano się reform i odnowy duchowej. Na to wszystko nakładały się jeszcze osobiste ambicje kardynałów. Niemiecki historyk Richard Sternfeld uznał, że w rzeczywistości w ówczesnym Kolegium Kardynalskim da się wyróżnić nie dwa, lecz aż cztery stronnictwa:
- frakcja andegaweńska (pars Caroli), do której należeli na pewno Ottobono Fieschi, Guillaume de Bray, Anchero Pantaleone, Simon de Brion i prawdopodobnie także Odon de Châteauroux i Enrico Segusio, choć nie jest to pewne;
- frakcja gibelińska (procesarska, pars Imperii), do której można zaliczyć kardynałów Jana z Toledo, Simone Paltinieriego, Uberto Coconati, Ottaviano Ubaldiniego i prawdopodobnie także Guy de Bourgogne oraz dwóch kardynałów którzy zmarli w trakcie obrad (Giordano Pironti i István Báncsa);
- frakcja rzymskiego rodu Orsini – czyli kardynał Giovanni Gaetano Orsini i jego krewni Matteo Orsini i Giacomo Savelli;
- frakcja rzymskiego rodu Annibaldi – czyli kardynał Riccardo Annibaldi i jego krewni Annibale Annibaldi i Goffredo da Alatri.

Faktem jest, że te cztery frakcje najwyraźniej zgrupowały się w dwa bloki: Orsini sprzymierzyli się z frakcją andegaweńską, natomiast Annibaldi z frakcją gibelińską i w tym sensie przekaz Annales Piacentines jest poprawny, z pewnością jednak źródło to nie jest precyzyjne, jeśli chodzi o rozmiar tych dwóch bloków.

## Przebieg elekcji

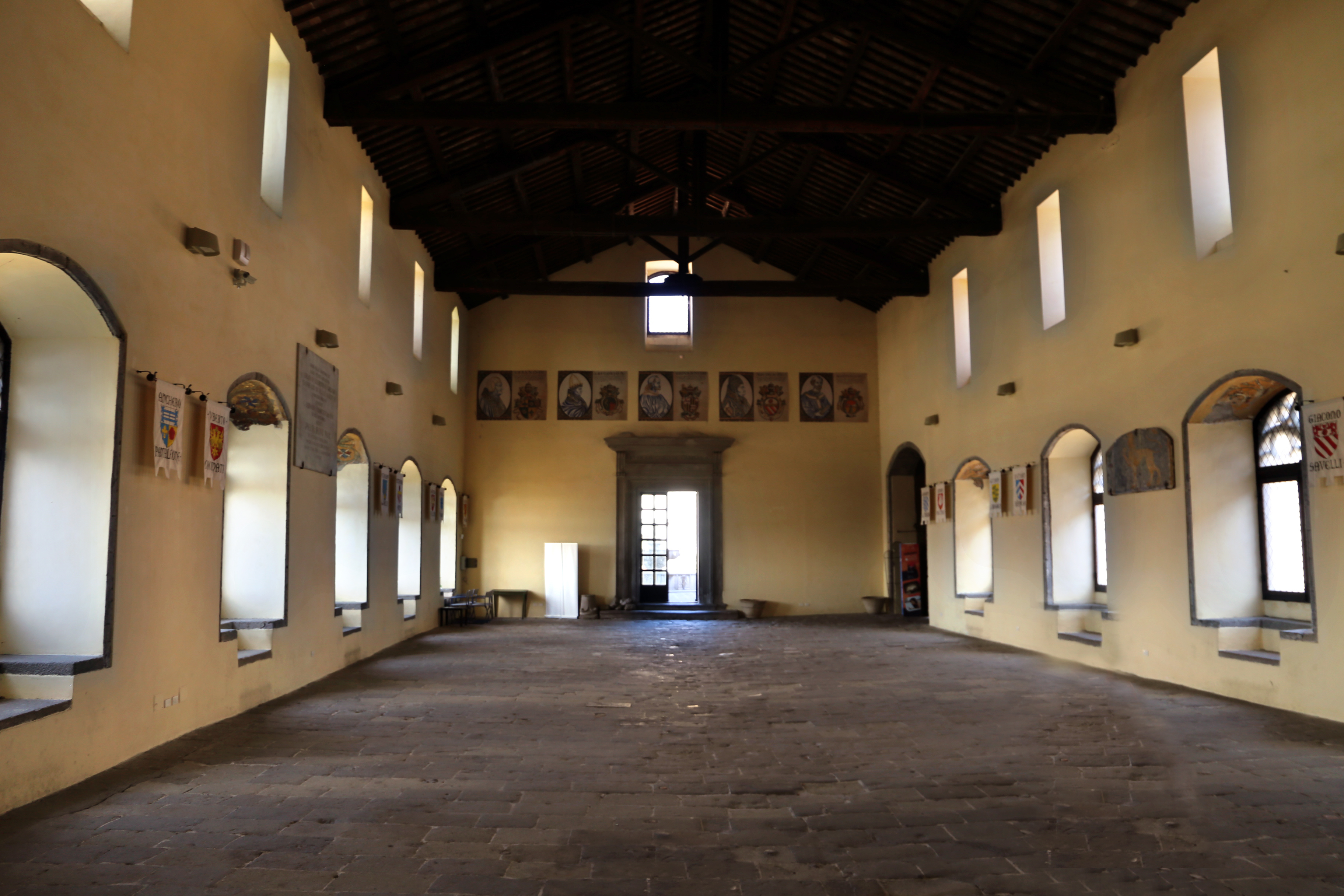
Wnętrze sali pałacu

19 kardynałów zebrało się w sali pałacu papieskiego w Viterbo nazajutrz po śmierci Klemensa IV. Po kilku tygodniach bezowocnych dyskusji i głosowań podjęli oni decyzję o dobrowolnej klauzurze i zawarli z władzami Viterbo umowę dotyczącą zagwarantowania spokoju i umożliwienia bezpiecznego dojazdu do kurii papieskiej, która nawet w trakcie sediswakancji kontynuowała swoją działalność. Dobrowolna klauzura nie doprowadziła jednak do szybkiego wyboru papieża. Mijały miesiące, a kardynałowie nie mogli podjąć decyzji. Spory dotyczyły zupełnie fundamentalnych kwestii politycznych, w których trudno było o kompromis, a żadna ze stron nie chciała ustąpić. Ponadto, jak wynika z późniejszych przekazów, niemal wszyscy kardynałowie aspirowali do zdobycia tiary.
W październiku 1269 zmarł kardynał Giordano Pironti, skutkiem czego liczba elektorów zmalała do 18.
Jesienią 1269 zniecierpliwiony burmistrz Viterbo Corrado di Alviano, podobno za radą Bonawentury, podjął decyzję o przymusowym uwięzieniu kardynałów w budynku pałacowym, co wywołało gniew zainteresowanych. Corrado został ekskomunikowany i pozbawiony urzędu, jednak jego następca Alberto di Montebono nie uwolnił elektorów. Wydaje się jednak, że na początku 1270 doszło do pewnego złagodzenia reżimu klauzurowego. Mimo tych kroków, elektorzy dalej nie mogli dojść do porozumienia.
Waśnie między książętami Kościoła i przedłużający się wakat na Stolicy Apostolskiej powodowały oburzenie wielu świeckich i duchownych. W ciągu blisko trzech lat Viterbo odwiedzali i próbowali naciskać na kardynałów m.in. król Sycylii Karol I Andegaweński, król Francji Filip III Śmiały, były cesarz Konstantynopola Baldwin II, książę Henryk z Kornwalii, a także generał zakonu franciszkanów Bonawentura z Bagnoregio.
W okolicach święta Zesłania Ducha Świętego 1270 (przypadało ono wtedy 1 czerwca) mieszkańcy Viterbo, zniecierpliwieni przedłużającymi się obradami, nakazali zerwanie dachu z pałacu, w którym obradowali elektorzy. Dokładne okoliczności tego zdarzenia są niejasne, wydaje się jednak, że dach zdjęto tylko z części budynku. W wyniku tej operacji uniemożliwiono jednak elektorom swobodne korzystanie z toalet, co stworzyło bardzo krępującą dla nich sytuację. Wynika tak z listu Świętego Kolegium do władz Viterbo datowanego na 6 czerwca 1270. W liście tym kardynałowie prosili o naprawienie dachu (co nastąpiło do 22 czerwca), a także o zgodę na wypuszczenie z pałacu trzech chorych kardynałów, aby mogli w lepszych warunkach poddać się leczeniu. Dwa dni później stary i schorowany biskup Ostii Enrico Segusio zrezygnował z uprawnień elektorskich i przestał brać aktywny udział w obradach, choć najprawdopodobniej nie opuścił ich na stałe. Niedługo potem zmarł kardynał István Báncsa z Palestriny.
Według późniejszych przekazów kardynałowie rozważali kandydatury generała zakonu serwitów Filippo Benizi i generała franciszkanów Bonawentury, jednak jest to raczej mało prawdopodobne z uwagi na ogólną niechęć panującą wówczas w kurii wobec zakonów żebraczych.

### Wybór Grzegorza X
Przybycie do Viterbo królów Sycylii i Francji na początku 1271 w połączeniu z zastosowaniem coraz drastyczniejszych środków nacisku przez burmistrza Montebono i prefekta miasta Rainiero Gatti, którzy nakazali ograniczanie dostaw żywności dla elektorów, przyniosło wreszcie skutek. 1 września 1271 roku kardynałowie podjęli decyzję o dokonaniu wyboru w procedurze compromissum tj. nie przez całe Święte Kolegium, lecz wydelegowaną specjalnie w tym celu komisję. Do składu tej komisji wyznaczono 6 kardynałów:
- Simone Paltineri
- Guy de Bourgogne OCist
- Riccardo Annibaldi
- Ottaviano Ubaldini
- Giovanni Gaetano Orsini
- Giacomo Savelli

Jeszcze tego samego dnia komisja ta dokonała wyboru Tebaldo Visconti, archidiakona Liège. W chwili wyboru przebywał on w Akce w Ziemi Świętej, gdzie towarzyszył angielskim krzyżowcom. Dowiedziawszy się o swoim wyborze, 19 listopada niezwłocznie wyruszył w drogę powrotną. Dotarł do Viterbo 12 lutego 1272 i oświadczył, że akceptuje wybór jako Grzegorz X. 13 marca uroczyście wjechał do Rzymu, gdzie sześć dni później przyjął święcenia kapłańskie i sakrę biskupią. 27 marca został uroczyście koronowany przez kardynała Giovanni Gaetano Orsini na schodach bazyliki watykańskiej.
Kardynał Jan z Toledo skomentował wybór Viscontiego w następujący sposób: „urząd papieski obejmuje jakiś archidiakon, którego papieżem uczyniły waśnie jego współbraci”.

## Konstytucja "Ubi periculum"
Trzyletnia sediswakancja 1268-71 była najdłuższa w historii Kościoła. Aby uniknąć podobnej sytuacji w przyszłości papież Grzegorz X w trakcie obrad Soboru Lyońskiego II w 1274 wydał konstytucję „Ubi periculum”, regulującą wybór papieża poprzez ustanowienie instytucji konklawe. Opierała się ona w dużej mierze na doświadczeniach z Viterbo. Ustanawiała przymusową klauzurę elektorów (łac. cum clave = pod kluczem), zakaz kontaktu ze światem zewnętrznym, stopniowe ograniczanie dostaw żywności w razie przedłużania się obrad. Ponadto władza kardynałów doznała szeregu ograniczeń w okresie sediswakancji. Jak pokazała przyszłość, za każdym razem, gdy ściśle stosowano się do tych regulacji, papieży wybierano w bardzo krótkim czasie. Minęło jednak aż 20 lat, zanim instytucja konklawe ostatecznie utrwaliła się w Kościele.